# Creu dels Vols Distingits (Regne Unit)
La Creu dels Vols Distingits (anglès: Distinguished Flying Cross (DFC)) és la condecoració militar de tercer nivell concedida als oficials, i des de 1993 a altres rangs, de la Royal Air Force i altres serveis del Regne Unit, i anteriorment a oficials d'altres països de la Commonwealth, per "un acte o actes de valor, coratge o devoció al deure mentre es vol en operacions actives contra l'enemic".
S'equipara amb la Creu Militar de l'Exèrcit i la Creu del Servei Distingit de la Royal Navy.

## Història
El premi es va establir el 3 de juny de 1918, poc després de la formació de la Royal Air Force (RAF), amb el Reial Decret publicat el 5 de desembre de 1919. Originalment es va atorgar als oficials comissionats i subordinats de la RAF , inclosos els oficials de la Commonwealth i forces aliades. El març de 1941 es va estendre l'elegibilitat als oficials navals de la Fleet Air Arm, i el novembre de 1942 als oficials de l'exèrcit, inclosos els oficials de l'Artilleria Reial que servien a la RAF com a pilots i observadors d'artilleria. Els premis pòstums es van permetre des de 1979.
Des de la revisió el 1993 del sistema d'honors com a part de l'esforç per eliminar les distincions de rang en els premis a la valentia, tots els graus de totes les armes de les Forces Armades han estat elegibles, i la Medalla dels Vols Distingits, que fins aleshores s'havia concedit a altres rangs, es va suspendre. Tot i que continuava sent una recompensa per "volar en operacions actives contra l'enemic", el requisit va ser canviat de "valor, coratge o devoció al deure"a "galanteria exemplar durant les operacions actives contra l'enemic a l'aire".
La DFC també havia estat atorgat pels països de la Commonwealth, però a la dècada de 1990 la majoria, inclosos Canadà, Austràlia i Nova Zelanda, havien establert els seus propis sistemes d'honor i ja no recomanaven els honors britànics.
La DFC serveix ara com el premi de tercer nivell per a tots els rangs de les Forces Armades Britàniques per la galanteria exemplar en les operacions actives contra l'enemic a l'aire, no a l'estàndard requerit per rebre la Creu Victòria o la Creu per la Valentia Demostrada. A part dels premis honorífics a aquells que serveixen amb les forces aliades, tots els premis del DFC s'anuncien a la London Gazette.
S'afegeix una barra a la cinta per als titulars de la DFC que van rebre un altre premi, amb una roseta de plata que es porta a la cinta quan es porta sol per indicar el premi de cada barra
Els destinataris tenen dret a utilitzar les lletres postnominals "DFC".

## Descripció
La decoració, dissenyada per Edward Carter Preston,és una creu florada, de 2,125 polzades (54,0 mm) d'ample. Les barres horitzontals i inferiors s'acaben amb cops, la barra superior amb una rosa. La cara de la decoració presenta hèlixs d'avió, superposades als braços verticals de la creu, i ales als braços horitzontals. Al centre hi ha una corona de llorer al voltant del monograma de la RAF, coronada per una corona imperial heràldica.
El revers és senzill, llevat d'un rondel central que porta el monograma del monarca regnant i la data '1918'. Originalment adjudicat sense nom, a partir de 1939 l'any d'emissió estava gravat al revers de la extremitat inferior de la creu, i des de 1984 s'atorga amb nom al destinatari.
El tirant és dret i està decorat amb corones de llorer.
La barra de cinta que denota un altre premi és de plata, amb l'àguila de la Royal Air Force al centre. Les llistes concedides durant la Segona Guerra Mundial tenen l'any de premi gravat al revers.
La cinta d'1,25 polzades (32 mm) era originalment blanca amb ratlles horitzontals amples de color violeta intens, però es va canviar el 1919 a la blanca actual amb ratlles diagonals amples morades.
| Galons de la Creu dels Vols Distingits | Galons de la Creu dels Vols Distingits | Galons de la Creu dels Vols Distingits | Galons de la Creu dels Vols Distingits |
|                                        | DFC                                    | DFC amb Barra                          | DFC amb Dues Barres                    |
| -------------------------------------- | -------------------------------------- | -------------------------------------- | -------------------------------------- |
| 1918–1919                              |                                        |                                        |                                        |
| des de 1919                            |                                        |                                        |                                        |